# Alexandre-Bernard Vallon
Pour les articles homonymes, voir Vallon (homonymie).
Alexandre Bernard Vallon, né le 2 octobre 1819 à Gap et mort le 29 novembre 1864  à Saumur, était un vétérinaire, professeur d'hippologie et historien du cheval français.

## Biographie
Admis à l'École vétérinaire de Lyon en 1837, il y obtient le diplôme de vétérinaire le 20 août 1841. Nommé vétérinaire militaire dans les Chasseurs d'Afrique en 1842, il sert en Algérie de 1842 à 1855 et s'y distingue à la Bataille d’Isly, où il a un cheval tué sous lui. Directeur du haras de Mostaganem à partir de 1852, il est nommé en 1855 directeur du haras de l'École de cavalerie de Saumur et est promu au grade de vétérinaire principal en 1860. Il est également professeur d'hippologie. 
Décoré de la Légion d'honneur en 1846, Vallon est élevé au rang d'officier du même ordre en 1862. Il est aussi décoré de l'Ordre du Médjidié de Turquie en 1860 et titulaire de l'Ordre du Lion de Zaeringen. 
Il était également historien du cheval et écrivit plusieurs ouvrages traitant de la connaissance du cheval pour les officiers de cavalerie.

## Publications
- Mémoire sur l'histoire naturelle du dromadaire, Paris, J. Dumaine, 1856, 277 p.
- Cours d'hippologie à l'usage de MM. les officiers de l'armée, 2 volumes, Saumur, Javaud, 1863 (5e et dernière édition en 1889).
- Abrégé d'hippologie à l'usage des sous-officiers de l'armée, Paris, J. Dumaine, 1868, 372 p. (2e édition en 1899).